# Thismia yorkensis
Thismia yorkensis är en enhjärtbladig växtart som beskrevs av Alan Bridson Cribb. Thismia yorkensis ingår i släktet Thismia och familjen Burmanniaceae. Inga underarter finns listade i Catalogue of Life.